# Paracalyx scariosus
Paracalyx scariosus là một loài thực vật có hoa trong họ Đậu. Loài này được (Roxb.) Ali miêu tả khoa học đầu tiên.